# NGC 910
NGC 910 (другие обозначения — UGC 1875, MCG 7-6-14, ZWG 539.17, PGC 9201) — эллиптическая галактика (E) в созвездии Андромеда.
Этот объект входит в число перечисленных в оригинальной редакции «Нового общего каталога».
В NGC 910 произошёл взрыв сверхновой SN 2008hs.